# NGC 2836
NGC 2836 est une galaxie spirale située dans la constellation de la Carène. NGC 2836 a été découverte par l'astronome britannique John Herschel en 1835.

## Caractéristiques
Sa vitesse par rapport au fond diffus cosmologique est de 1 850 ± 12 km/s, ce qui correspond à une distance de Hubble de 27,3 ± 1,9 Mpc (∼89 millions d'al).
À ce jour, une mesure non basée sur le décalage vers le rouge (redshift) donne une distance d'environ 20,600 Mpc (∼67,2 millions d'al). Cette valeur est à l'extérieur mais compatible avec les valeurs de la distance de Hubble. Notons cependant que c'est avec la valeur moyenne des mesures indépendantes, lorsqu'elles existent, que la base de données NASA/IPAC calcule le diamètre d'une galaxie et qu'en conséquence le diamètre de NGC 2836 pourrait être d'environ 28,3 kpc (∼92 300 al) si on utilisait la distance de Hubble pour le calculer.
La classe de luminosité de NGC 2836 est II-III et elle présente une large raie HI.

## Groupe de NGC 2836
NGC 2836 est une galaxie d'un groupe de 3 galaxies qui porte son nom. Le groupe de NGC 2836 comprend les galaxies NGC 2788 et ESO 60-19 (PGC 25169).